# Helgdagar i Sverige
En helgdag är i Sverige en arbetsfri dag avsedd för vila eller religiösa högtider. I Sverige är helgdagarna fastställda i Svensk författningssamling som en söndag, eller en annan dag i en lista av helgdagar, varav somliga alltid hamnar på en fix veckodag, medan andra beräknas så att de hamnar på olika veckodagar olika år. Helgdagar kallas röda dagar då de ofta utmärks med rött i kalendrar, medan övriga dagar vanligtvis är märkta i svart.
Sverige har två sekulära helgdagar, första maj sedan 1939 respektive Sveriges nationaldag sedan 2005. Övriga helgdagar, däribland alla söndagar, är kyrkliga helgdagar som har sitt ursprung i kristendomen – med undantag av midsommardagen[källa behövs] som levt kvar sedan forntiden (men som sedan 300-talet e.Kr. även firats som Johannes Döparens födelsedag).

## Allmänna helgdagar och helgdagsaftnar i Sverige
Söndagar är i lagens mening allmänna helgdagar, men här räknas övriga helgdagar och dessas helgdagsaftnar upp.
| Datum 2025 | Namn                   | Beräkning                                                                          |
| ---------- | ---------------------- | ---------------------------------------------------------------------------------- |
| 1 jan      | Nyårsdagen             | Fast datum, 1 januari                                                              |
| 5 jan      | Trettondagsafton       | Fast datum, 5 januari                                                              |
| 6 jan      | Trettondedag jul       | Fast datum, 6 januari (Trettondedagen)                                             |
| 17 apr     | Skärtorsdagen          | Rörligt datum, torsdagen före Påskdagen                                            |
| 18 apr     | Långfredagen           | Rörligt datum, fredagen före Påskdagen                                             |
| 19 apr     | Påskafton              | Rörligt datum, lördagen före Påskdagen                                             |
| 20 apr     | Påskdagen              | Rörligt datum, första söndagen efter ecklesiastisk fullmåne, efter vårdagjämningen |
| 21 apr     | Annandag påsk          | Rörligt datum, dagen efter påskdagen (d.v.s. en måndag)                            |
| 30 apr     | Valborgsmässoafton     | Fast datum, 30 april                                                               |
| 1 maj      | Första maj             | Fast datum, 1 maj                                                                  |
| 29 maj     | Kristi himmelsfärdsdag | Rörligt datum, sjätte torsdagen efter påskdagen                                    |
| 6 jun      | Sveriges nationaldag   | Fast datum, 6 juni                                                                 |
| 7 jun      | Pingstafton            | Rörligt datum, dagen före pingstdagen (d.v.s. en lördag)                           |
| 8 jun      | Pingstdagen            | Rörligt datum, sjunde söndagen efter påskdagen                                     |
| 20 jun     | Midsommarafton         | Rörligt datum, fredagen mellan 19 juni och 25 juni                                 |
| 21 jun     | Midsommardagen         | Rörligt datum, lördagen mellan 20 juni och 26 juni                                 |
| 31 okt     | Allhelgonaafton        | Rörligt datum, fredagen mellan 30 oktober och 5 november                           |
| 1 nov      | Alla helgons dag       | Rörligt datum, lördagen mellan 31 oktober och 6 november                           |
| 24 dec     | Julafton               | Fast datum, 24 december                                                            |
| 25 dec     | Juldagen               | Fast datum, 25 december                                                            |
| 26 dec     | Annandag jul           | Fast datum, 26 december                                                            |
| 31 dec     | Nyårsafton             | Fast datum, 31 december                                                            |

Noter:
1. ↑  Föregående dag, alltså 31 december nederst i tabellen, räknas som söndag enligt 3 a § i Semesterlagen och är därmed arbetsfri.
2. 1 2 3 4  Denna dag har inte lagstadgad ställning som arbetsfri dag. Många arbetsplatser har ändå förkortad arbetstid enligt kollektivavtal eller lokala avtal.
3. 1 2 3  Denna dag räknas som söndag enligt 3 a § i Semesterlagen och är därmed arbetsfri.

Se även Helgafton och Annandag.

## Allmänt lediga dagar i Sverige
Tre helgdagsaftnar är sedan länge jämställda med söndagar i vissa situationer nämligen midsommarafton, julafton och nyårsafton. I fråga om semesterledigheter regleras det i 3 a § av Semesterlagen. På dessa helgdagsaftnar har till exempel banker och myndigheter helt stängt. Post delas heller inte ut dessa dagar. Däremot är dessa helgdagsaftnar inte jämställda med söndagar gällande bl.a. trafik- och parkeringsbestämmelser - då anses dessa helgdagsaftnar som lördag.
Andra helgdagsaftnar är i regel inte arbetsfria enligt gällande avtal på arbetsmarknaden. Däremot är det vanligt att många arbetsplatser genom åren avtalat sig till ledighet genom att arbeta lite mer på andra dagar och det är då en så kallad halvdag. På dessa helgdagsaftnar har till exempel banker och myndigheter öppet, fast med begränsade öppettider. Post delas ut som på en vardag. 
Huruvida man är helt eller halvt ledig på de helgdagsaftnar som inte är att jämställa med helgdag (såsom valborgsmässoafton) regleras i regel i kollektivavtal.

## Helgdagsreformer

### 1571 års kyrkoordning
Under reformationen avskaffades ett stort antal av de helgondagar som hade växt fram i den katolska kyrkan genom medeltiden, bland annat Eriksmässa. De kvarvarande helgdagarna listades i 1571 års kyrkoordning:
- Kristusdagarna:
  - De fyra juldagarna
  - Nyårsdagen
  - Trettondedag jul
  - Skärtorsdagen
  - Långfredagen
  - De fyra påskdagarna
  - Kristi himmelsfärdsdag
  - De fyra pingstdagarna
  - Kristi förklaring
- Mariadagarna:
  - Kyndelsmässodagen
  - Jungfru Marie bebådelsedag
  - Jungfru Marie besökelsedag
- Apostladagarna (utom Petrus Cathedraticus):[3][4]
  - Pauli omvändelse, 25 januari
  - Mattias dag, 24 februari
  - Filippos och Jakob den yngres dag, 1 maj
  - Petrus och Paulus dödsdag, 29 juni
  - Jakob den äldres dag, 25 juli
  - Petri fäng, 1 augusti
  - Bartolomeus dag, 24 augusti
  - Matteus dag, 21 september
  - Judas Taddeus och Simon Ivrarens dag, 28 oktober
  - Andreas dödsdag, 30 november
  - Tomas dag, 21 december
  - Johannes dag, 27 december
- Den helige Johannes Döparens dag
- Mickelsmäss
- Allhelgonadagen

### Kungliga förordningen den 4 november 1772
År 1772 reducerades antalet helgdagar betydligt återigen genom kungliga förordningen den 4 november 1772 angående sabbatens firande samt vissa helgdagars flyttning eller indragning. Några helgdagar flyttades till följande söndag medan andra avskaffades helt. Totalt 23 helgdagar drogs in enligt förordningen. 
- Kyndelsmässodagen, mickelsmäss och allhelgonadagen flyttades till följande söndag.
- Tredjedag och fjärdedag jul, påsk och pingst, Jungfru Marie besökelsedag, skärtorsdagen, apostladagarna och gångdagarna efter bönsöndagen avskaffades helt.

### Första maj
Första maj blev allmän helgdag i Sverige 1939, som den första icke-kristna helgen.

### Lag 1952:48
År 1952 antogs lag 1952:48 som började gälla året efter. Den berörde tre helgdagar. Jungfru Marie bebådelsedag flyttades till närmaste söndag. Midsommardagen förlades på samma sätt till närmaste lördag. Dessutom infördes en ny helgdag, Alla helgons dag, på lördagen före allhelgonadagen. Anledningen till förändringen var bland annat att man ville ge yrkesarbetande en sammanhängande ledighet. Lördagarna var vid den tiden arbetsdagar.

### Nationaldagen
Svenska flaggans dag och Sveriges nationaldag den 6 juni blev allmän helgdag 2005. Samma år förlorade annandag pingst sin tidigare helgdagsstatus och blev vanlig arbetsdag.

## Tidningsfria dagar
Tidningsfria dagar är ett begrepp som används om vissa helgdagar då inga av de stora dagstidningarna (eller övriga tidningar som i vanliga fall utkommer den veckodagen) ges ut i pappersform och distribueras. Nu för tiden uppdateras de dock vanligen på internet även dessa dagar, som är följande:
- Nyårsdagen, 1 januari
- Trettondedag jul, 6 januari
- Långfredagen
- Annandag påsk
- Första maj
- Kristi himmelsfärdsdag
- Nationaldagen, 6 juni
- Midsommardagen
- Alla helgons dag
- Juldagen, 25 december
- Annandag jul, 26 december (varierar, exempelvis Dagens Nyheter utkommer inte, men Göteborgs-Posten har traditionellt sett utkommit, 2009 och 2010 var den dock helt tidningsfri)